# Comunitat de Sant Egidi
La Comunitat de Sant'Egidio és una associació pública de laics de l'Església Catòlica fundat a l'església de Sant'Egidio a Roma el 1968 en acabar el Concili Vaticà II, per iniciativa d'Andrea Riccardi, del que formen part més de 50.000 persones, compromès en l'evangelització i en la caritat a Roma, a Itàlia i en més de 60 països de diferents continents. A més, la Fundació va ser reconeguda per la lluita contra la sida i a favor de la cancel·lació de la pena de mort. Els fonaments del camí de Sant Egidi són la pregària, la comunicació de l'Evangeli, la solidaritat amb els pobres, l'ecumenisme, i el diàleg com camí de la pau i de la col·laboració entre les religions, però també com a forma de vida i com a mètode per a la reconciliació en els conflictes.

## Història

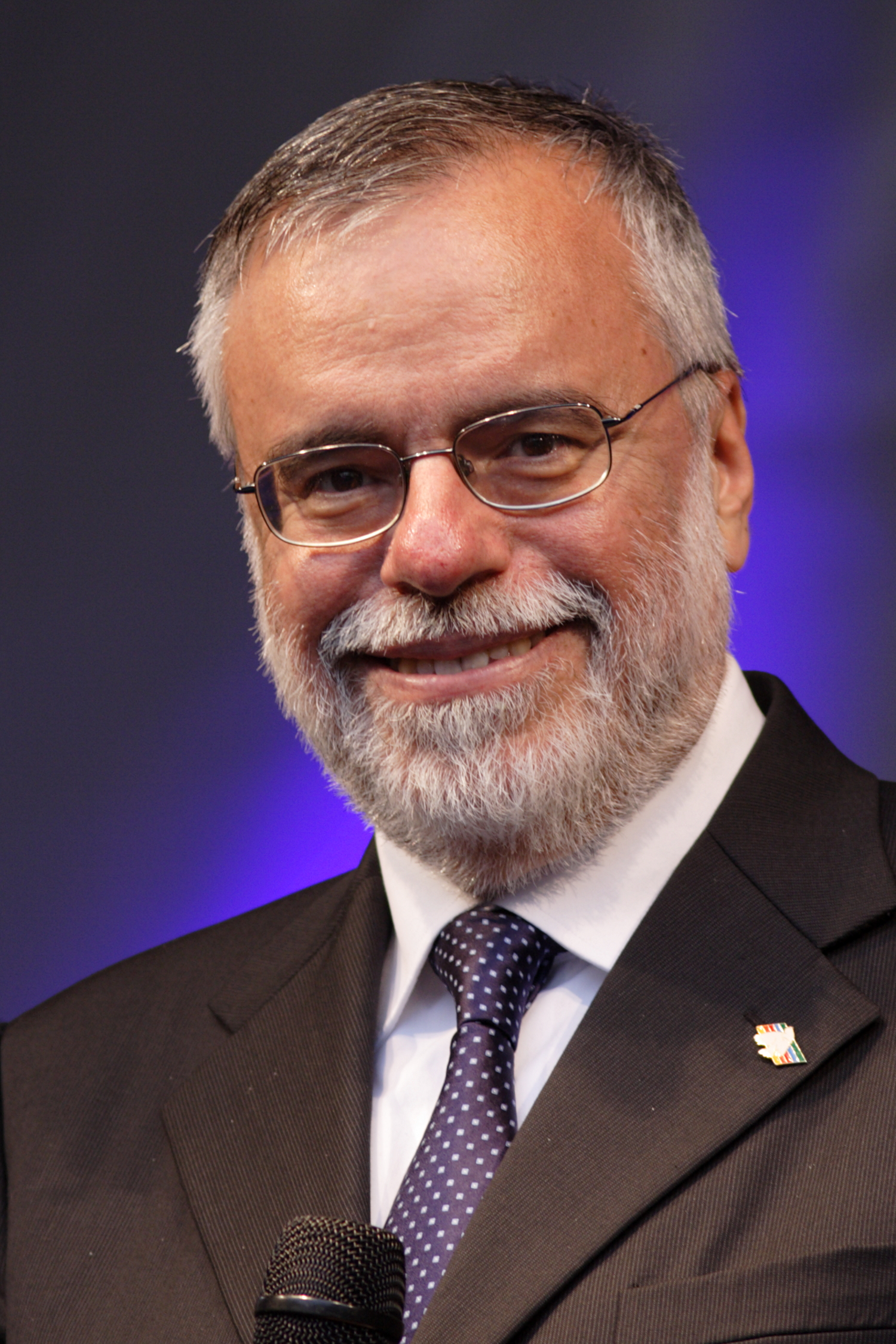
Andrea Riccardi, fundador.

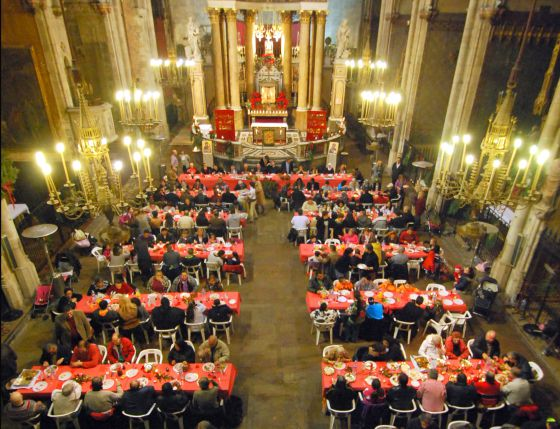
Dinar de Nadal a Barcelona

La Comunitat de Sant Egidi va néixer a Roma l'any 1968 per iniciativa d'un jove que tenia una edat de menys de 20 anys, Andrea Riccardi. Per posar en pràctica l'Evangeli, Riccardi va reunir un grup d'estudiants de batxillerat, i els primers punts de referència van ser la primera comunitat cristiana dels Fets dels Apòstols i Francesc d'Assís. Aquest grup d'estudiants va viatjar fins a Roma, Itàlia, per fer classes als nens pobres que hi vivien a les barraques de la perifèria romana. Llavors es va formar la Escuela Popular, que ara s'anomena Escuela de la Paz en molts indrets del món. Actualment, la comunitat és molt més gran i es troba en més de 70 països en 4 continents, i 50.000 membres en formen part.
Des de 1973, a l'Església de Sant'Egidio, a Trastevere, la primera església de la comunitat, es va començar amb el costum de l'oració comunitària totes les tardes, que des de llavors acompanya la vida de totes les comunitats en totes les parts del món. A la segona meitat dels anys setanta, la comunitat va començar a radicar també en altres ciutats italianes i més tard, als anys vuitanta, a difondre a Europa, Àfrica, Amèrica i Àsia. Des del seu origen, el servei als més pobres, a la dignitat humana i als drets de la persona caracteritza, juntament amb la pregària i la comunicació de l'Evangeli, la vida de la comunitat que ha construït formes d'ajuda i d'amistat en mig de formes de pobresa (ancians sols i no autosuficients, emigrants, persones sense llar, malalts, nens amb deviaciones que es marginen, discapacitats físics/mentals, drogadictes, víctimes de la guerra, empresonats i condemnats a mort).
L'any 1986 el papa Joan Pau II va convocar els diferents líders de les religions mundials a una jornada de pregària per la pau. Des de llavors, la Comunitat de Sant'Egidio celebra anualment aquesta trobada en l'"Esperit d'Assís". A Barcelona s'hi han celebrat les edicions de 2001 i 2010. El 2016 es va celebrar a Assís amb el Papa Francesc.
La Comunitat de Sant'Egidio ha donat vida a diversos països i a nombroses obres de suport als pobres. A més de menjadors, escoles de llengua per als emigrants, centres on es distribueixen ajudes, escoles de tarda per a nens, centres per a discapacitats, centres per a gent gran, ambulatoris mèdics. La Comunitat porta la gestió d'una escola de pintura per a discapacitats, de cases família per a nens i adolescents, de cases d'acollida per a malalts crònics i per als que no té llar fixa, de cases per a ancians no autosuficients, de cases protegides per a gent gran parcialment autosuficients. També es deu a Sant'Egidio la realització d'un hospital per a malalts de tuberculosi.

### Catalunya
A Barcelona i a Manresa la Comunitat és una xarxa d'amistat i servei amb els més pobres: els ancians que estan sols, els estrangers, els vagabunds, els infants i adolescents de diferents barris. Està centrada a l'Església dels Sants Just i Pastor de Barcelona, al barri gòtic. Des del 1988 aquesta Comunitat celebra un dinar de Nadal amb els pobres amics de la ciutat. El fundador, l'italià Andrea Riccardi, va rebre el XIII Premi Internacional Catalunya 2001. El 2002 va rebre la Medalla d'Honor de Barcelona.

## Fonaments[5]
Els fonaments que caracteritzen i comparteixen totes les comunitats del món de Sant Egidi són la pregària, un element essencial, centre i primer lloc de la vida comunitària, l'evangelització, a través de trobades internacionals de pregària per la Pau, el cor de la vida de la Comunitat, que s'estén a les persones que busquen i volen un sentit a la vida, la solidaritat amb els pobres (infants, ancians, refugiats i els que viuen al carrer), un servei voluntari i gratuït en l'esperit evangèlic, l'ecumenisme, viscut com amistat, pregària i recerca de la unitat entre els cristians del món i el treball per la pau i la col·laboració entre les religions a través del diàleg, indicat pel Concili Vaticà II, com a forma de vida i com a procediment per a la reconciliació en els conflictes.

## Serveis[6]
La Fundació Sant Egidi ofereix els seus serveis mitjançant el treball d'un gran nombre de voluntaris que oferiexen el seu temps i els seus recursos econòmics per crear una societat més humana i e convivència. Els serveis i activitats que promou són acollida i acompanyament, alimentació, assistència domiciliària, formació, informació i orientació, promoció cultural i sensibilització.

## Reconeixements
- 1997: World Methodist Peace Award del World Methodist Council.
- 1999: Niwano Peace Prize de la Niwano Peace Foundation.
- 1999: Premi Félix Houphouët-Boigny de la Unesco.
- 2000: reconeixement oficial del New York City Council pel compliment dels drets humans, en concret pel treball contra la pena de mort.
- 2002: nominat pel Parlament Italià per al Premi Nobel per la Pau.
- 2002: va rebre la Medalla d'Honor de Barcelona.
- 2004: Premi Balza per la humanització, la pau i la concòrdia entre els pobles.
- 2009: Premi Carlemany en reconeixement d'Andrea Riccardi, fundador de la Comunitat, per la seva defensa de valors com la humanitat i la solidaritat.